# Büke Schwarz
Büke Schwarz (* 1988 in Berlin) ist eine deutsche bildende Künstlerin mit einem Schwerpunkt im Bereich der Malerei und Illustration. Im Jahr 2020 veröffentlichte sie ihre erste Graphic Novel und nachfolgend weitere grafische Erzählungen.

## Leben
Büke Schwarz wuchs in Berlin auf und hat deutsch-türkische Wurzeln. Seit früher Kindheit zeichnet sie. Bildende Kunst mit den Schwerpunkten Malerei und Grafik studierte sie an der Universität der Künste Berlin, wo sie Meisterschülerin von Valérie Favre war. Darüber hinaus studierte sie an der University of the Arts London und erwarb einen Master in Kommunikationsdesign mit dem Schwerpunkt Sequenzielle Bilderzählung an der Hochschule der Bildenden Künste Saar. 2024 war sie Stipendiatin der Ulrich und Burga Knispel-Stiftung, 2017 der Dorothea-Konwiarz-Stiftung in Berlin.
Sie lehrt seit 2022 an der Universität der Künste Berlin das Fach Radierung. Ihr Schwerpunkt als Künstlerin liegt im Bereich Malerei und Illustration. Für das Maxim Gorki Theater in Berlin fertigte sie 2021 Illustrationen für das Bühnenbild zum Stück Streulicht in der Inszenierung von Nurkan Erpulat an.
2020 erschien ihre erste Graphic Novel unter dem Titel Jein, 2021 ein Kurzcomic unter dem Titel Ludwig Meidner in einer Anthologie, die sich mit jüdischem Leben befasst, 2024 ein grafischer Essay in Band 21 der Comic-Anthologie Spring.

## Publikationen
- Jein. Jaja Verlag, Berlin 2020, ISBN 978-3946642824.
- Ludwig Meidner. In: Nächstes Jahr in. Ventil Verlag, Mainz 2021, ISBN 978-3-955-75159-3, S. 54–71.
- mit Eric Otieno Sumba: Passabel. In: Josephine Apraku (Hrsg.): Ein ganz normaler Tag. Carlsen Verlag, Hamburg 2024, ISBN 978-3-551-52279-5, S. 30–41.
- Machtwort. In: Spring. Band 21: Macht. Mairisch Verlag, Hamburg 2024, ISBN 978-3-948-72232-6.

## Auszeichnungen
- 2020: GINCO Award in der Kategorie „Bester Lang-Comic“ für Jein[8]

## Ausstellungen (Auswahl)

### Einzelausstellungen
- 2017: Goodbye Sanity, Galerie Hollstein von Müller, Hamburg
- 2018: i swallowed a fly, Dorothea-Konwiarz-Stiftung, Berlin
- 2021: Jetzt im Recht! Wege zur Gleichbehandlung, Volkskundemuseum Wien

### Gruppenausstellungen
- 2019: The Speechless City, Museum für Kommunikation Berlin
- 2021: In Between, Allegheny Art Galleries, Meadville
- 2022: Nächstes Jahr in, Stadtbibliothek Stuttgart und Mainz
- 2022: April, April, Galerie Neurotitan, Berlin